# Coprosma archboldiana
Coprosma archboldiana är en måreväxtart som beskrevs av Elmer Drew Merrill och Lily May Perry. Coprosma archboldiana ingår i släktet Coprosma och familjen måreväxter. Inga underarter finns listade i Catalogue of Life.